# هاري موريسون
هاري موريسون (بالإنجليزية: Harry Morrison)‏ هو لاعب كرة قدم أسترالية أسترالي، ولد في 12 أغسطس 1998 في Benalla ‏ في أستراليا.

## وصلات خارجية
- هاري موريسون على موقع AustralianFootball.com (الإنجليزية)
- هاري موريسون على موقع AFLtables.com (الإنجليزية)